# Leominster (Royaume-Uni)
Pour les articles homonymes, voir Leominster.
Leominster (prononcé [ˈlɛmstər]) est une ville britannique située dans le comté du Herefordshire, non loin de la frontière galloise. Elle se trouve à la confluence de la Lugg avec son affluent la Kenwater (en), à 19 km au nord de la ville de Hereford et à 18 km au sud de Ludlow.
Avec une population de 11 700 hab., elle est la plus grande des cinq villes du comté qui entourent Hereford.

Grange Court, bâtie en 1633.

## Source
- (en) Cet article est partiellement ou en totalité issu de l’article de Wikipédia en anglais intitulé « Leominster » (voir la liste des auteurs).